# Attental
Das Attental ist ein vom Landratsamt Karlsruhe am 22. August 1985 durch Verordnung ausgewiesenes Landschaftsschutzgebiet auf dem Gebiet der Gemeinde Walzbachtal im Landkreis Karlsruhe. Mit dem Landschaftsschutzgebiet wurde auch ein flächenhaftes Naturdenkmal verordnet, das eng mit dem LSG verzahnt ist. 

## Lage und Beschreibung
Das 11,8 Hektar große Landschaftsschutzgebiet liegt südwestlich des Ortsteils Jöhlingen. Es umfasst Grünlandflächen, die teilweise mit Obstbäumen bestanden sind. Im Westen ist ein Teil des Waldrandes des Lehrwalds in das Schutzgebiet einbezogen. Das 0,6 Hektar große flächenhafte Naturdenkmal liegt im Norden des Gebiets und umfasst einen kleinen Bach mit angrenzenden Feuchtgebüschen.
Das Attental gehört Landschaftsräumlich zum Kraichgau. 

## Schutzzweck
Der wesentliche Schutzzweck ist laut Schutzgebietsverordnung „die Erhaltung einer naturnahen Talsenke mit Waldtrauf und Streuobstwiesen als Gliederungselement am Siedlungsrand von Jöhlingen.“
Schutzzweck für das flächenhafte Naturdenkmal ist „die Erhaltung eines Feuchtgebietes als Nahrungs- und Brutbiotop für seltene Tier- und Pflanzenarten.“